# 正月十二
正月十二，农历正月第十二天，也是農曆春節的第十二天。

## 出生
- 唐肃宗上元二年，唐顺宗李诵。

## 逝世
- 元符三年，宋哲宗赵煦。

## 节假日和习俗
人们开始准备庆祝元宵佳节，选购灯笼，搭盖灯棚。有童谣云：“十一嚷喳喳，十二搭灯棚，十三人开灯，十四灯正明，十五行月半，十六人完灯。”

## 参看
- 日历
- 正月初十 - 正月十一 - 正月十二 - 正月十三 - 正月十四
- 腊月十二 - 正月十二 - 二月十二
- 正月 - 二月 - 三月 - 四月 - 五月 - 六月 - 七月 - 八月 - 九月 - 十月 - 十一月 - 腊月
- 公历1月12日